# Gerda Wachowius

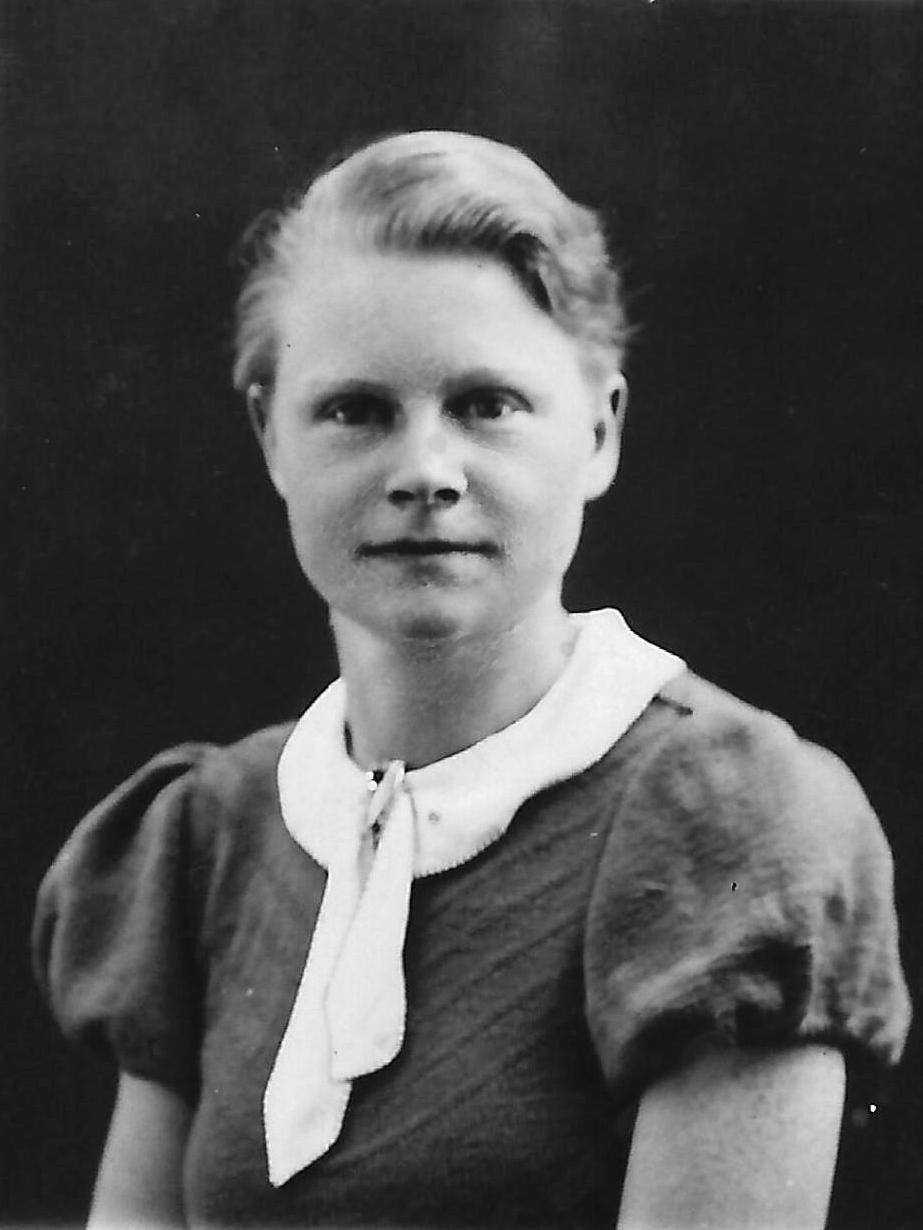
Gerda Mans (genannt Hilde) etwa 1935 in Muret, Frankreich

Gerda Wachowius (geborene Mans; * 30. Oktober 1908 in Erfurt; † 17. Januar 1981 ebenda) war eine deutsche Politikerin (SED). Sie war von 1954 bis 1956 Staatssekretärin in der DDR.

## Leben
Gerda Wachowius wurde nach dem Besuch der Volksschule Fabrikarbeiterin. Sie wurde 1923 Mitglied des  Kommunistischen Jugendverbandes Deutschlands (KJVD) und 1929 der Kommunistischen Partei Deutschlands (KPD). Im Jahr 1929 wurde sie Polleiterin des KJVD-Unterbezirks Erfurt, 1930 Kandidatin und 1931 Mitglied des Zentralkomitees des KJVD. Anfang 1932 ging sie nach Berlin und begab sich Ende 1932 nach Moskau. Dort arbeitete sie bis August 1933 als Mitarbeiterin der Kommunistischen Jugendinternationale (KJI).
Nach ihrer Rückkehr nach Deutschland leistete sie, unter dem Decknamen Hilde, illegale Widerstandsarbeit als Instrukteurin des ZK des KJVD in Bremen, Hannover und Leipzig. 1934 ging sie auf Beschluss der Partei in das Saargebiet und 1935 in die Emigration nach Frankreich. Dort wurde sie von Mai bis August 1940 interniert. Im März 1943 erfolgte ihre Verhaftung durch die Gestapo. Am 13. August 1943 wurde sie durch das Oberlandesgericht (OLG) Kassel wegen „Vorbereitung zum Hochverrat“ zu vier Jahren Zuchthaus verurteilt und in das Zuchthaus Waldheim gesperrt.
Nach der Befreiung wurde sie 1945 wieder Mitglied der KPD und 1946 der SED. Von 1945 bis 1948 arbeitete sie als Mitarbeiterin des Jugendamtes und der SED-Kreisleitung Erfurt.  Anschließend war sie bis 1949 Mitglied der Landeskontrollkommission (LKK) Thüringen und von 1950 bis August 1954 Mitglied der Zentralen Kommission für Staatliche Kontrolle (ZKK). Vom 16. August 1954 bis Juli 1956 wirkte sie als Staatssekretärin und Erste Stellvertreterin des Ministers im Ministerium für Handel und Versorgung der DDR (Nachfolgerin von Friedrich Schneiderheinze). Anschließend war sie von 1956 bis 1958 Stadtbezirksrätin bzw. stellvertretende Bezirksbürgermeisterin in Berlin-Mitte. Im Jahr 1958 ging sie nach Erfurt und fungierte bis 1960 als Sekretärin des Rates des Bezirkes Erfurt. Gleichzeitig war sie Abgeordnete des Bezirkstages Erfurt. Bis zu ihrer Rente war sie Kaderleiterin im VEB Kraftverkehr Erfurt.
Gerda Wachowius war in erster Ehe unter dem Namen Linz Mutter eines Sohnes. Ab 1954 war sie in zweiter Ehe mit dem SED-Funktionär Heinz Wachowius (1909–2002) verheiratet.
Wachowius lebte zuletzt in Erfurt-Mitte und war Vorsitzende der VdN-Kreiskommission der Stadt Erfurt und Leitungsmitglied des Kreiskomitees der Antifaschistischen Widerstandskämpfer.  Sie starb im Alter von 72 Jahren und wurde auf dem Hauptfriedhof Erfurt bestattet.

## Auszeichnungen
- 1955 Vaterländischer Verdienstorden in Bronze und 1973 in Silber
- 1959 Verdienstmedaille der DDR
- 1959 Medaille für Kämpfer gegen den Faschismus 1933 bis 1945
- Artur-Becker-Medaille
- Ehrenmedaille der Antifaschistischen Widerstandskämpfer